# ALF (film)
Pour les articles homonymes, voir ALF.
Pour plus de détails, voir Fiche technique et Distribution.
ALF est un film français écrit et réalisé par Jérôme Lescure, sorti en 2012.
Le titre est le sigle associé à l'Animal Liberation Front, mouvement de défense des droits des animaux.
Le film débute alors que Franck Kovic a été arrêté et est maintenant en garde à vue pour être rentré par effraction chez un pourvoyeur, dans le but de libérer des chiens destinés à la vivisection. Le capitaine Chartier cherche à confondre ce détenu atypique assis dans son bureau. Franck comprend rapidement qu'il a été trahi par l'un des membres de son équipe et ressasse les dernières 24 heures afin de comprendre ce qui a pu le mener en cellule.

## Synopsis
A.L.F. est un film choral : l'histoire suit plusieurs personnages aux parcours entremêlés. On apprend, lorsque le film commence, que des chiens destinés à la vivisection ont été libérés par un commando armé, et la trame principale est celle de l'interrogatoire de Franck Kovick (Alexandre Laigner), qui subit la pression psychologique du capitaine Chartier (Jean-Pierre Loustau). Cette trame est entrecoupée de flash-backs, montrant Franck et ses complices pendant la préparation de leur action : un couple de tapissiers, une vétérinaire, un boxeur en fin de carrière, une comédienne de théâtre...
Les flash-backs mettent aussi en scène le capitaine Chartier, personnage tourmenté et dépressif, ainsi que Sarah, la journaliste qui suit anonymement Franck. On apprend, au milieu du film, que c'est à cause d'une négligence de Sarah que Franck sera interpelé, puis incarcéré, ce qu'elle regrette amèrement durant tout le film, puisqu'elle n'aura jamais l'occasion de dire à Franck qu'elle ne l'a pas trahi volontairement avant la toute fin de l'histoire.
Le film se termine par les retrouvailles de Sarah et Franck lorsqu'il sort de prison... Sarah, touchée par la cause de ces militants, réfléchit à la souffrance des animaux dans le monde, en se disant qu'elle ne peut plus l'ignorer.

## Analyse du film
Le scénario porte de nombreuses références à de grands défenseurs de la cause animale : Chloé (Lucie Rébéré) cite, notamment, lors de son audition, un texte de Victor Hugo (l'histoire a pour égouts des temps comme les nôtres), qui fut l'un des premiers défenseurs de la cause animale. Sarah cite également les mots d'Helmuth Kaplan sur l'holocauste des animaux (ce sont les derniers mots du film).
Le film est entrecoupé d'images d'archives d'animaux maltraités par des humains, dans des conditions très variées (expérimentation animale, corrida, abattoirs, pêche industrielle, dépeçage pour la fourrure…), ce qui lui a valu un avertissement à l'attention des spectateurs sensibles.
Le film ne tient pas de discours sur la légitimité d'une action de militantisme écologique, ni ne tient d'argumentaire sur l'intérêt ou non de l'exploitation animale (du point de vue de l'alimentation ou de l'expérimentation scientifique). Ainsi, le thème principalement exploré est celui de la désobéissance civile (Chartier admet volontiers qu'il envie Franck, qui tente de faire ce qu'il estime juste, même si c'est illégal), et le film suit le parcours de désobéissants tenaillés par l'angoisse de leur action.
A.L.F. est, en ce sens, un film politique : si la scène de la libération des chiens n'est pas montrée, pour des raisons de budget, le film s'en trouve encore plus focalisé sur les humains, et est donc un film qui permet de s'identifier aux militants. Les producteurs du film ont d'ailleurs précisé qu'il s'agissait de l'intention de départ, car il existait déjà plein de films montrant directement la souffrance des animaux, mais peu de films permettant de s'identifier aux humains se sentant concernés par cette souffrance. 
Le titre même du film a été sujet à controverse, car le nom de ce mouvement est parfois associé à du terrorisme. Jérôme Lescure a déclaré vouloir conserver ce titre en disant vouloir appeler un chat un chat, et en précisant que la plupart des militants qui pratiquent ces actions sont pacifistes et respectueux de l'intégrité physique de chacun, humains y compris.

## Production
Jérôme Lescure avait mûri le projet A.L.F. durant plusieurs années avant le tournage, et a intégré Jordi Avalos comme co-dialoguiste peu de temps avant le début de la production. 
En 2009, alors qu'ils se trouvent sur un autre tournage, Jérôme Lescure rencontre Gauthier Lamothe, et le sollicite comme producteur. Celui-ci accepte immédiatement le projet en tant que producteur exécutif et délégué, et décide de le cofinancer, intéressé par le thème du film.
Parti d'un budget initial de 37.000 euros, levés par Jérôme Lescure sous la forme de dons émis par des sympathisants et par des associations (dont Peta, la fondation Brigitte Bardot, Animaux en Péril, et de nombreuses autres structures), le film avoisinera un budget de 200.000 euros à la fin de sa production en 2012, en comptant toutes les participations de coproducteurs financiers, et les nombreux apports en nature dont le film a bénéficié. La plupart des coproducteurs étaient plus ou moins reliés à l'équipe de production, et certains (Gilles Lartigot et Valérie Baccon) ont été contactés par la plateforme de financement participatif Babeldoor.
Le film a bénéficié de nombreux soutiens en nature essentiels au film (prêt de véhicules, matériel loué à 15% de son prix, décors et meubles, images d'archive, lieux de tournage gracieusement prêtés, et une bande originale entièrement financée par le compositeur lui-même). Le film est donc un exemple de film indépendant. De l'aveu de Gauthier Lamothe, "[ce mode de production] n'est absolument pas académique : on a joué un énorme coup de poker sur ce film, en battant le fer pendant qu'il était chaud, mais c'était un pari très risqué, et on a eu la chance d'être soutenus au pied levé par de nombreuses personnes".
Le tournage a débuté en février 2010, et a duré 29 jours (sur une période de quatre semaine, ce qui fait un rythme de travail très intense). Quelques scènes additionnelles ont dû être tournées en avril 2010.
Aux dires de certains techniciens, la première semaine de tournage sur Paris fut "réglée comme du papier à musique", alors que la seconde fut apocalyptique : le tournage eut lieu, cette semaine là, en Normandie, dans un corps de ferme mal chauffé, et aménagé de manière spartiate. L'équipe technique devait ainsi dormir sur des matelas gonflables, et tourner en étant exposée à des conditions de froid et d'humidité rendant les prises difficiles. Les camions de l'équipe ont été de nombreuses fois enlisés, et l'équipe a dû avoir recours à des bottes de paille pour créer des pistes praticables pour les camions, qui n'ont guère tenu longtemps, car des chevaux vivaient près du corps de ferme et ont mangé la paille des pistes. L'équipe a également été retardée par des problèmes d'installation électrique, une tempête endommageant le lieu du tournage, des sanitaires de chantiers se déversant dans une fosse septique trop pleine, et une pluie permanente lors des prises de nuit.
Les semaines suivantes se sont déroulées dans des conditions beaucoup plus faciles à tolérer.
Le tournage a été entièrement végétarien, ce qui fut parfois difficile à vivre pour certains techniciens peu habitués à ce régime alimentaire.

## Diffusions et accueil critique
A.L.F. n'a pas été sélectionné dans des festivals de premier ordre comme Cannes, Venise, Berlin ou Sundance, mais il néanmoins a obtenu 20 prix dans des festivals internationaux, dont 8 fois le prix du meilleur film (l'un de ces prix ayant été remis directement au coproducteur Xavier Bonastre par le comédien Michael Madsen). Cette popularité a permis de rendre le film crédible pour un distributeur Français, mais la distribution en salles fut difficile : la quasi-totalité de l'équipe du film étant rémunérée à la participation (payée seulement si le film engendre des bénéfices), le film a coûté beaucoup moins cher qu'un film français moyen. Le revers de médaille étant que le film n'a pas obtenu l'agrément du CNC, ce qui rendait difficile sa distribution en salles (en effet, les distributeurs Français, au moment de la sortie du film, ne bénéficient de crédit d'impôt que si le film a reçu l'agrément du CNC, ce qui signifie qu'il n'est que rarement rentable de distribuer un tel film).
Ainsi, le film était censé n'être diffusé que dans une douzaine de salles en France, mais le soutien acharné de la communauté de fans sur les réseaux sociaux a contribué à donner un petit succès au film. En effet, au moment de l'annonce de la sortie du film, la page facebook du film comptait déjà plus de 20 000 fans (30 000 quelques mois plus tard), et la bande-annonce a généré plus de 80 000 vues dans la première journée. Peu après, les fans ont collectivement appelé les cinémas susceptibles de diffuser le film, afin de convaincre les exploitants que ce film pouvait être rentable. Si certains cinémas ont refusé le film en estimant que ces appels téléphoniques relevaient du harcèlement, un grand nombre a décidé de diffuser ponctuellement le film.
Ce soutien a été renforcé par quelques encouragements à aller voir le film, faits par quelques personnalités médiatiques à la télévision, notamment par Michel Drücker, et également par Henri-Jean Servat, ainsi que sur France 3 et France 5. Sur les réseaux sociaux, le film a été soutenu par des partages de l'écrivain Bernard Werber, et de l'actrice Pamela Anderson. Le journal Charlie Hebdo a également soutenu plusieurs fois le film, durant sa préproduction, et juste avant sa sortie en salles. D'autres radios, telles que France Inter, NRJ et France Bleu, ont mentionné la sortie du film quelques jours avant qu'il soit visible, attirant quelques spectateurs supplémentaires.
La diffusion d'A.L.F. a ainsi été étendue à 70 salles dans toute la France, incluant des cinémas de première importance (franchisés Gaumont, Kinépolis, Méga CGR, Pathé, UGC). Le film a dépassé les cinq mille entrées, en étant diffusé ponctuellement pendant environ un an, et a compté de très nombreuses soirées faisant salle comble, et notamment la première du film au cinéma Publicis, avenue des Champs-Elysées à Paris, qui a attiré 600 personnes alors que la salle ne pouvait en accueillir que 400. Pour autant, la sortie cinéma du film a à peine servi à amortir ses propres dépenses (affiches, édition des "prêts à diffuser" au format DCP, commissions des exploitants...).
Le film a ensuite été diffusé en DVD dans les réseaux classiques, se retrouvant plusieurs fois en rupture de stock sur des sites tels que Fnac.com, via la société Free Dolphin Entertainment.
Le film a reçu un accueil dithyrambique parmi le public déjà acquis : tout comme d'autres films destinés à la même niche, tels que Bold Native ou Earthlings, les sympathisants de la cause animale étaient favorables au film. Hors de la niche, le film a reçu un accueil positif quant à sa réalisation, et mitigé quant à son propos : parfois décrit comme valant le détour, teinté d'une grande colère et d'une justesse de propos, le film a parfois été décrit comme manipulateur et criard, et parfois comme à voir absolument. Le site Lemonde.fr en parle comme d'un film, à la sincérité garantie, mais dont le propos ne pourra pas attirer l'attention des indifférents.
Le film a également connu quelques projections américaines, (même si, pour l'instant, il n'a pas connu de sortie nationale officielle) et a reçu certaines critiques d'ordre culturel : la présence d'un fusil à pompe (bien que déchargé, ce qui fait que le personnage de Franck n'a en aucun cas l'intention de s'en servir) fait qu'un commando ALF menant une telle action aux États-Unis risquerait une très lourde peine de prison. Le film a cependant été plébiscité comme montrant de manière très réaliste ce que vivent les personnes ressentant de la sympathie pour les animaux en souffrance.

## Fiche technique
source : The Internet Movie Database (IMDb)
- Réalisation et scénario : Jérôme Lescure
- Dialogues : Jérôme Lescure et Jordi Avalos
- Direction artistique : Jordi Avalos
- Décors : Laurence Joulia
- Costumes : Aurore Gouyon
- Photographie : Antoine Carpentier
- Montage : Jérôme Lescure
- Son : Johan Nicolle et Stéphane Gessat
- Musique : René-Marc Bini
- Production : Gauthier Lamothe
- Pays d'origine :  France
- Langue originale : français
- Format : couleur, noir et blanc — 1.85 : 1 — 35 mm — Dolby Digital (Photophone)
- Genre : drame
- Durée : 96 minutes
- Date de sortie :
  -  France : 7 novembre 2012

## Distribution
- Alexandre Laigner : Franck Kovick
- Alice Pehlivanyan : Sarah
- Jean-Pierre Loustau : Capitaine Chartier
- Stéphane Rouabah : Yann
- Dorothée Brière Meritte : Emma
- Maxime Lecluyse : Marco
- Ophélie Koering : Solenne
- Lucie Rébéré : Chloé
- Laurent Jumeaucourt : Lieutenant Belvaux
- Didier Sandre : le psychiatre
- Patrick Mimoun : Lionel
- Philippe Laudenbach : le père de Yann
- Alexandre Cross : Maître Marini
- Raphaël Mezrahi : Tibet
- Jeanne Savary : Catherine
- Roger Cornillac : Victor
- Jérôme Godgrand : Radovan
- Bruno Delélis : Joseph